# 公豆

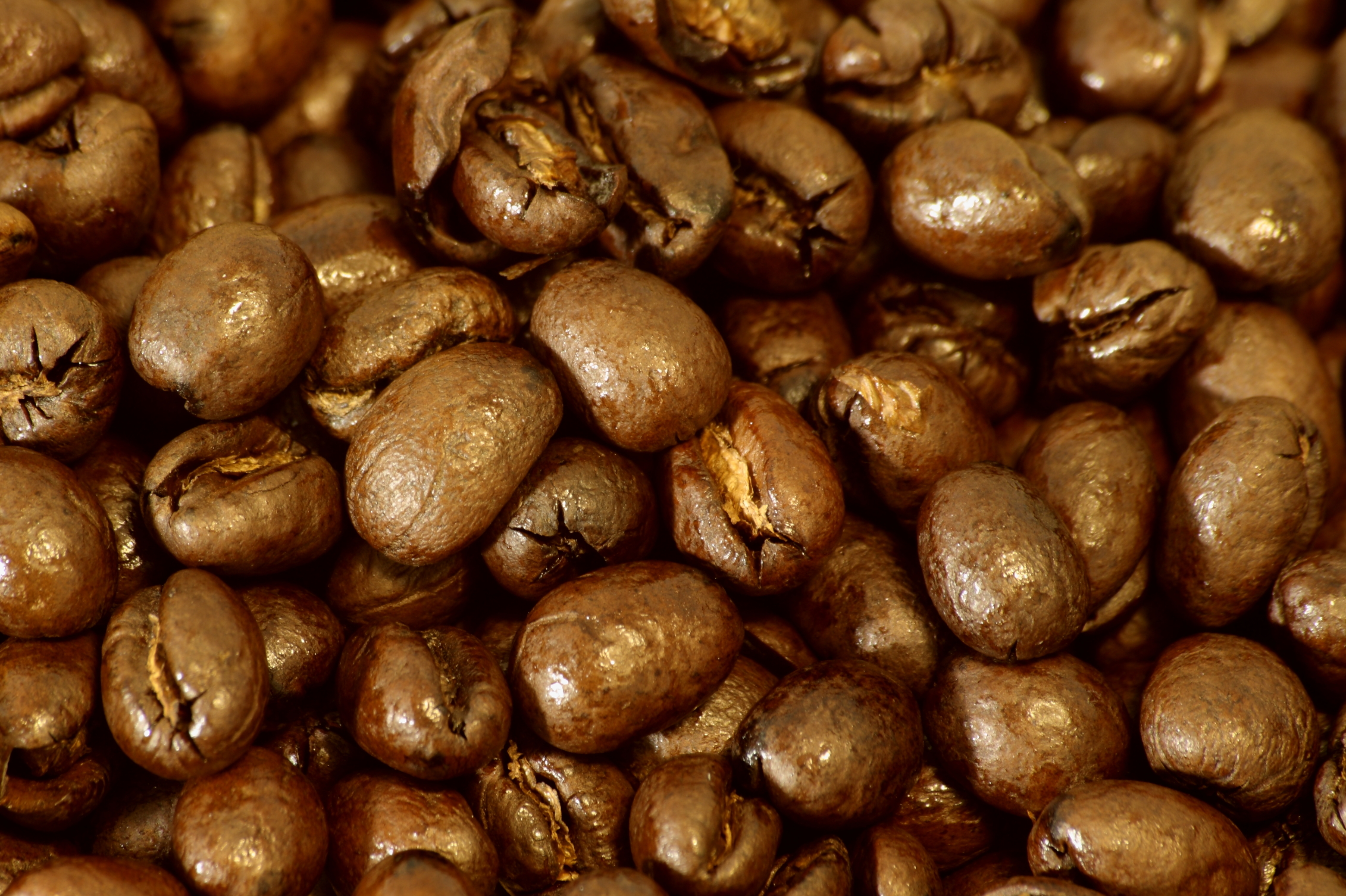
已烘培的咖啡公豆

公豆（英語：peaberry），又名圆豆，是一种变种的咖啡豆。一粒咖啡树果实内通常含两粒咖啡豆种子，单颗咖啡豆种子的表面是一半平缓一半圆；但极少部分情况下其咖啡树果实内仅含一粒咖啡豆种子，其整颗种子长成椭圓形，没有平面，故称为圆豆。
值得注意的是，“公豆”这个名字属于误解。咖啡本身雌雄同株，并不分“公豆”和“母豆”。

## 生成原因
公豆形成的原因尚未科學證實，已知生長在咖啡樹樹枝末端的咖啡豆較有機會出現此現象。一般咖啡公豆約佔一顆咖啡樹上果實的5%~10%。

## 劃分
咖啡豆是咖啡樹果實内的种子。一般情況下，單一果實中會包含了兩颗咖啡豆，兩颗豆相对的一面是平的，向外層果肉的一面是圆的，咖啡豆形成半个球状，這稱為1號型態。然而，受到前述因素影響，部分的果實在成熟時只有單一豆子，整粒豆子占了果实的全部空间，长成橢圓形，这种單一咖啡豆稱為“圆豆”或“公豆”，也就是2號型態。相對於2號型態而言，有人俗稱1號型態為「母豆」。事實上，兩者只是咖啡豆生長型態的差異，並不是性別差異，比较正确的说法是“平豆”和“圆豆”。

## 相關產品
目前市場上有公豆的豆種，較著名的例子是科納咖啡（一種在夏威夷生長的阿拉比卡咖啡），科納咖啡豆中約有5％的豆子是公豆型態。
巴里島黃金咖啡豆（Bali Golden Coffee），約有5％的豆子是公豆型態。
坦桑尼亚咖啡豆當中約有5％～10％是公豆型態，而且豆子長得特別小。

## 風味和價格
有些咖啡愛好者認為公豆具備更強烈的香氣，加上其產量相對較稀少，公豆有時候被哄抬以高價出售。
事實上，不同的咖啡豆品種，出現公豆型態豆子的味道均不盡相同。另外，生成公豆型態的因素也可能會被人為所影響。
所有的咖啡豆分級，同一批咖啡豆重複經人工手篩選的次數為咖啡豆價格區分的主因。公豆咖啡需要由人工一顆一顆的挑選出來，在挑選的過程中，已經排除了任何破碎豆、生長不良豆等壞豆參雜在其中的可能性，在烘焙時對於壞豆降低品質的因素已降為最低，此為少量生產（公豆）與大量生產（不挑豆）不在對等線評比的主因。公豆（圓狀型體）在烘焙受熱時整體較一般混雜豆（大小不一、甚至有破碎）來得均勻，排除因碎豆受熱產生焦味影響品質。